# Адренокортикальный рак
Адренокортикальный рак (англ. adrenocortical carcinoma) — редкая злокачественная опухоль, исходящая из коркового слоя надпочечника. Встречается с частотой 2-4 случая на 2 миллиона населения.
На начальных стадиях адренокортикальный рак протекает без симптомов и плохо диагностируется, то есть не определяется как злокачественная опухоль. Иногда то, что удаленная опухоль является адренокортикальным раком, становится понятно только после возникновения рецидива или появления метастазов.

## Этиология и патогенез
Точных данных о причине появления новообразования на данный момент нет. Полагают, что АКР развивается из гиперпластического узла, который впоследствии трансформируется в аденому, а затем в карциному. Данная гипотеза основана на некоторых наблюдениях, в которых у больных отмечали повышенную гормональную активность на протяжении 10 лет. При цитогенетических исследованиях патогенез заболевания стали связывать с потерей гетерозиготности хромосомами 11p, 13q и 17v.

## Клиническая картина
Больные жалуются на боли в спине или в животе, которые связаны с наличием образования в брюшной полости. Также отмечается избыточная продукция гормонов, которые вызывают следующие симптомы:
- Гиперсекреция кортизола: общая и мышечная слабость, повышение массы тела, перераспределение подкожно-жировой клетчатки по диспластическому типу, синячковые высыпания, нечистота кожи, переломы, боли в костях, бесплодие/гипогонадизм, повышение АД;
- Гиперсекреция альдостерона: повышение АД, слабость мышц вследствие гипокалиемии;
- Гиперсекреция тестостерона: рост нежелательных волос на теле, понижение голоса, гипертрофия клитора у женщин, повышение жирности и нечистота кожи;
- Гиперсекреция эстрогенов: гинекомастия у мужчин, метрогагии у женщин в постменопаузе[3].

## Классификация по системеTNM
T — первичная опухоль
- T1 — опухоль ≤5 см, отсутствие инвазии;
- T2 — опухоль >5 см, отсутствие инвазии;
- T3 — локальная инвазия в окружающую жировую клетчатку;
- T4 — опухоль прорастает в соседние органы.

N — регионарные лимфатические узлы
- N0 — нет метастазов в регионарных лимфатических узлах;
- N1 — есть метастазы в регионарных лимфатических узлах.

M — отдалённые метастазы
- M0 — нет отдалённых метастазов;
- M1 — есть отдалённые метастазы.

#### Группировка по стадиям
Клинически более адаптированной и современной представляется классификация по ENSAT (European Network for the Study of Adrenal Tumors):
- I стадия - T1 N0 M0
- II стадия - T2 N0 M0
- III стадия - T1-2 N1 M0,T3-4 N0-1 M0
- IV стадия - T1-4 N0-1 M1[4].

## Диагностика

##### Лаборатоная диагностика
- Определение кортизола в ранние утренние часы на фоне подавляющего теста с 1 мг дексаметазона;
- При отсутствии физиологического подавления уровня кортизола – определение адренокортикотропного гормона в утренние часы.
- Определение (нор)метанефрина в суточной моче или плазме.

##### Инструментальная диагностика
- УЗИ;
- МРТ;
- КТ (золотой стандарт);
- Остеосцинтиграфия  при подозрении на метастатическое поражение костей скелета;
- При размерах опухоли до 4 см рекомендуется выполнение позитронно-эмиссионной томографии с 18 - фтордезоксиглюкозой (ПЭТ18ФДГ).

Следует отметить, что выполнение пункционной биопсии опухолей надпочечников не продемонстрировало улучшения результатов дифференциальной диагностики, напротив, привело к росту осложнений, ложноположительным и ложноотрицательным заключениям. В настоящий момент пункция целесообразна лишь при подозрении на метастатическое поражение надпочечников, где чувствительность цитологического исследования составляет 80–86%. 

## Лечение
Основная форма лечения АКР — это хирургическая операция. Операция должна проводиться обычным способом (полостная операция). Лапароскопические операции запрещены, это должен знать каждый пациент, иначе возникает риск обсеменения опухоли.
Адъювантная (профилактическая) терапия после операции проводится лекарственным препаратом митотан (хлодитан, лизодрен) входит в большинство протоколов по химиотерапии АКР.
В настоящее время наибольшим опытом применения и наблюдения за пациентами, принимающими митотан, в России являются Эндокринологический научный центр министерства здравоохранения Российской Федерации и Российский онкологический научный центр имени Николая Николаевича Блохина
Наибольший опыт по лечению АКР в России накоплен в РОНЦ им. Блохина, там проходило лечение не менее 400 человек.
Митотан в настоящее время зарегистрирован в РФ (Митотан таблетки 500 мг, ЛП-004684 от 05.02.2018). Ранее Митотан также производился под торговым названием Хлодитан на территории нынешней Украины, где препарат перестал производиться в связи с упадком фармацевтической отрасли в 1990-е годы на всём постсоветском пространстве.
Что касается эффективности применения митотана, то споры вокруг него идут до настоящего времени. Считается, что митотан эффективен в 30 % случаев его применения. Самостоятельное применение данного препарата недопустимо и может производиться только под наблюдением врачей, так как митонан подавляет работу здорового надпочечника и применение митотана без заместительной терапии (один из препаратов заместительной терапии-  кортеф) может привести к смерти пациента.
Научные исследования адренокортикального рака в России не проводятся, наиболее известными центрами изучения АКР на настоящий момент являются Мичиганский университет, а также Национальный институт здоровья в США и Вюрцбургский университет в Германии.
Абсолютное большинство онкологических больниц по всему миру сталкивается с данным заболеванием иногда только один раз за десятилетие, поэтому в интернет-сообществе предпринимаются попытки создания форумов или групп, объединяющих пациентов с диагнозом адренокортикального рака для обмена опытом лечения и поддержания морального духа в борьбе с этим недугом. В социальной сети Facebook создана такая группа под названием «Адренокортикальный рак - рак коры надпочечников», где пациенты из России, Украины, и других стран ближнего зарубежья, их родные и близкие становятся участниками и не чувствуют себя одиноко, а также получают важную информацию о том где получать необходимое лечение. Сейчас в данной группе зарегистрировано более 100 участников.